# Ospedale Maggiore di Lodi
L'Ospedale Maggiore di Lodi è una struttura ospedaliera che fa parte dell'azienda socio sanitaria territoriale (ASST) di Lodi.

## Storia
L'Ospedale Maggiore di Lodi nacque nel 1457 dall'unione degli ospedali operanti nella città e nella diocesi, sul modello di quanto aveva fatto nell'anno precedente a Milano il duca Francesco Sforza, riunendo tutti gli istituti e ospizi cittadini in una nuova grande struttura ospedaliera in grado di far fronte ai bisogni dei malati e dei poveri. A Lodi, l'aggregazione di 17 diversi istituti dell'area lodigiana nel nuovo Ospedale di Santo Spirito della Carità (che, a partire dal XVI secolo, prese il nome di Ospedale Maggiore) fu promossa dal vescovo Carlo Pallavicino. Dai primi anni del Trecento, sul luogo in cui nacquero in seguito gli edifici del nuovo Ospedale, era già attivo a Lodi un antico hospitale santi Spiritus de la Caritate chiamato anche della Colombetta; la confraternita di laici che lo amministravano, accoglievano pellegrini e disabili di alcune case presso la chiesa di San Salvatore.
Il decreto di fondazione fu emesso il 21 novembre 1457 e l'amministrazione dell'ospedale fu affidata ad una congregazione di deputati eletti dal Comune e confermati dal vescovo. La prima pietra dell'edificio fu posta nel 1459, mentre gli Statuti del nuovo Ospedale - Statuta et ordines Confratrum hospitali novi et magni Sancti Spiritus de la caritate civitatis Laude, contenenti l'introduzione in cui si esortava la carità dei confratelli verso gli infermi e 17 capitoli - furono redatti nel 1466 sull'esempio di altri ospedali cittadini, come quelli di Milano, Pavia e Brescia.

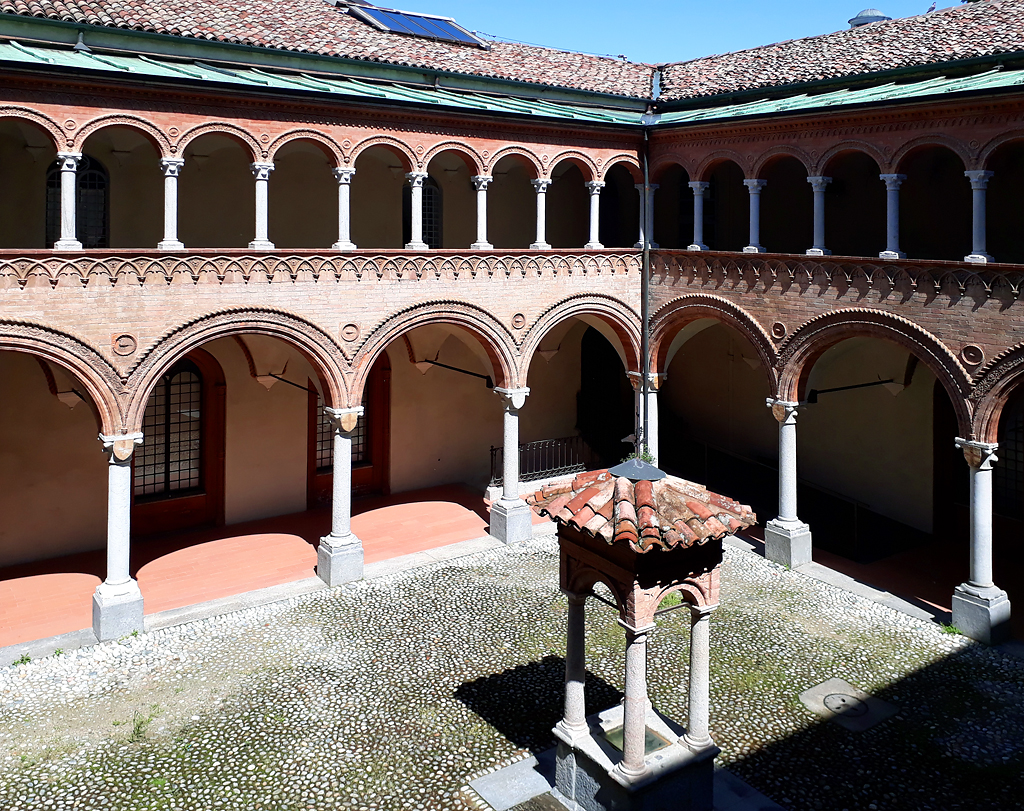
Il chiostro della Farmacia, nucleo originario dell'ospedale

I deputati erano 28, riuniti in una compagnia di persone nobili, e la durata della carica era a vita. In seguito essa fu trasformata da vitalizia ad annuale e il numero dei deputati ridotto a 17, mantenendo ogni anno 4 deputati anziani affiancati a 13 nuovi eletti. Gli Statuti furono approvati da Lodovico Sforza nella forma loro definitiva nel 1492 e le modalità di elezione dei deputati, senza modifiche sostanziali, rimasero in vigore fino al XVIII secolo. Nel 1503 Luigi XII, re di Francia e duca di Milano, conferì all'ospedale i privilegi accordati ai luoghi più devoti del ducato, confermando i vantaggi di cui già disponeva: esenzione dei dazi, delle decime e delle gabelle, sottrarsi ai carichi ecclesiastici, stipulare contratti e cedere beni liberamente.
Il primo paziente fu accolto ad aprile 1467, ma l'attività dell'ospedale fu talmente intensa già da subito, che dal 1504 iniziarono dei lavori di ampliamento delle strutture che proseguirono per secoli. L'area ospedaliera arrivò ad occupare più di 11.000 metri quadri nella seconda metà del XVIII secolo, nell'isolato compreso tra via Gorini, via Bassi e piazza San Francesco.
L'ospedale ospita inoltre un importante archivio storico civico della città di Lodi, centro di raccolta documentaria dove oltre agli atti amministrativi dell'ospedale, vengono conservati anche gli archivi di altre istituzioni, di privati, famiglie e notai.